# Аспен-Спрінгс (Каліфорнія)
Аспен-Спрінгс (англ. Aspen Springs) — переписна місцевість (CDP) в США, в окрузі Моно штату Каліфорнія. Населення — 70 осіб (2020).

## Географія
Аспен-Спрінгс розташований за координатами 37°32′56″ пн. ш. 118°41′59″ зх. д. / 37.54889° пн. ш. 118.69972° зх. д. (37.548781, -118.699630).  За даними Бюро перепису населення США в 2010 році переписна місцевість мала площу 9,24 км², з яких 9,24 км² — суходіл та 0,00 км² — водойми.

## Демографія
Згідно з переписом 2010 року, у переписній місцевості мешкало 65 осіб у 25 домогосподарствах у складі 22 родин. Густота населення становила 7 осіб/км².  Було 36 помешкань (4/км²).
Расовий склад населення:
| - 95,4 % — білих - 3,1 % — азіатів |

До двох чи більше рас належало 1,5 %. Частка іспаномовних становила 1,5 % від усіх жителів.
За віковим діапазоном населення розподілялося таким чином: 21,5 % — особи молодші 18 років, 67,7 % — особи у віці 18—64 років, 10,8 % — особи у віці 65 років та старші. Медіана віку мешканця становила 47,8 року. На 100 осіб жіночої статі у переписній місцевості припадало 85,7 чоловіків;  на 100 жінок у віці від 18 років та старших — 88,9 чоловіків також старших 18 років.
Цивільне працевлаштоване населення становило 30 осіб. Основні галузі зайнятості: роздрібна торгівля — 50,0 %, мистецтво, розваги та відпочинок — 26,7 %, фінанси, страхування та нерухомість — 23,3 %.